# Gewandhaus
Gewandhaus é uma sala de concertos em Leipzig, Alemanha. 
A primeira Gewandhaus foi construída em 1781 pelo arquiteto Johann Carl Friedrich Dauthe. A segunda foi desenhada por Martin Gropius e inaugurada em 11 de dezembro de 1884, tendo sido destruída por causa de bombas da Segunda Guerra Mundial, entre 1943 e 1944. A terceira Gewandhaus foi inaugurada em 8 de outubro de 1981 na Augustusplatz e é a atual casa da Orquestra Gewandhaus de Leipzig.

## Imagens

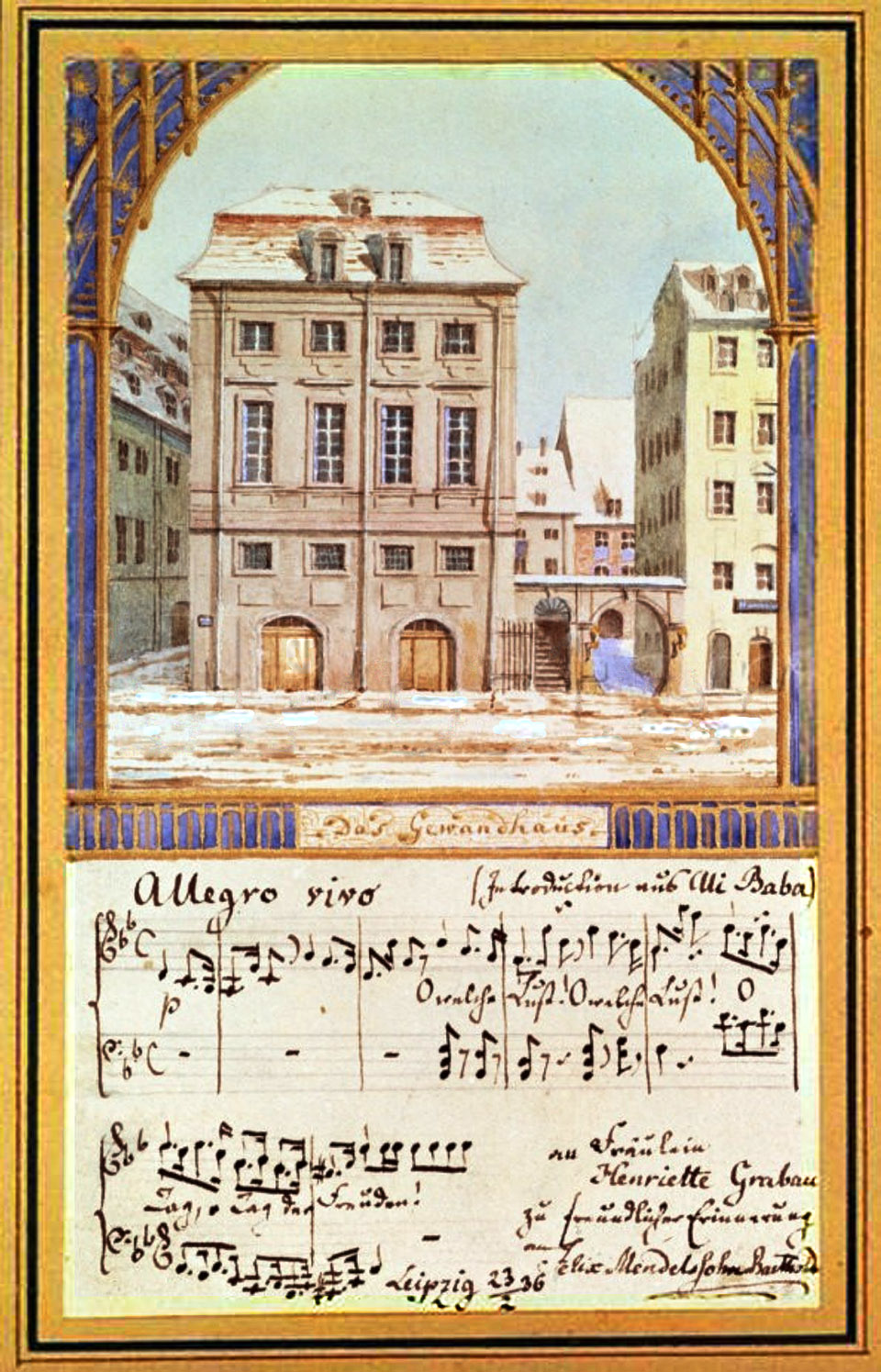
Primeira Gewandhaus (1781).
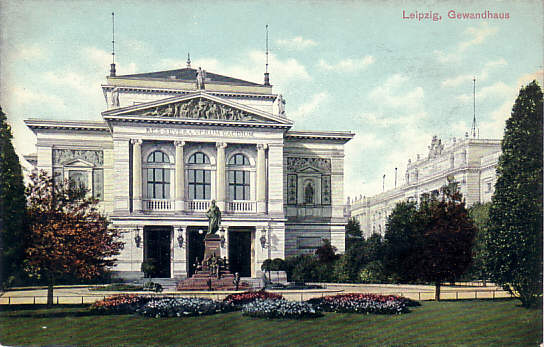
Segunda Gewandhaus (1884).
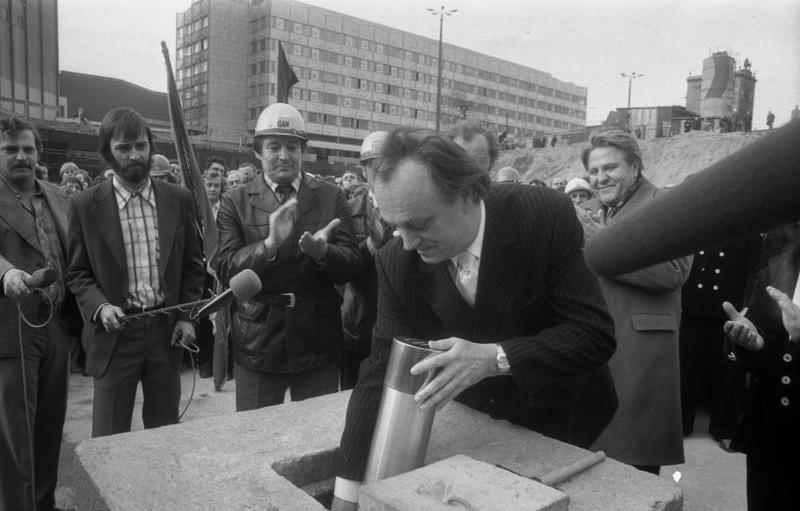
Kurt Masur coloca a primeira pedra da atual Gewandhaus
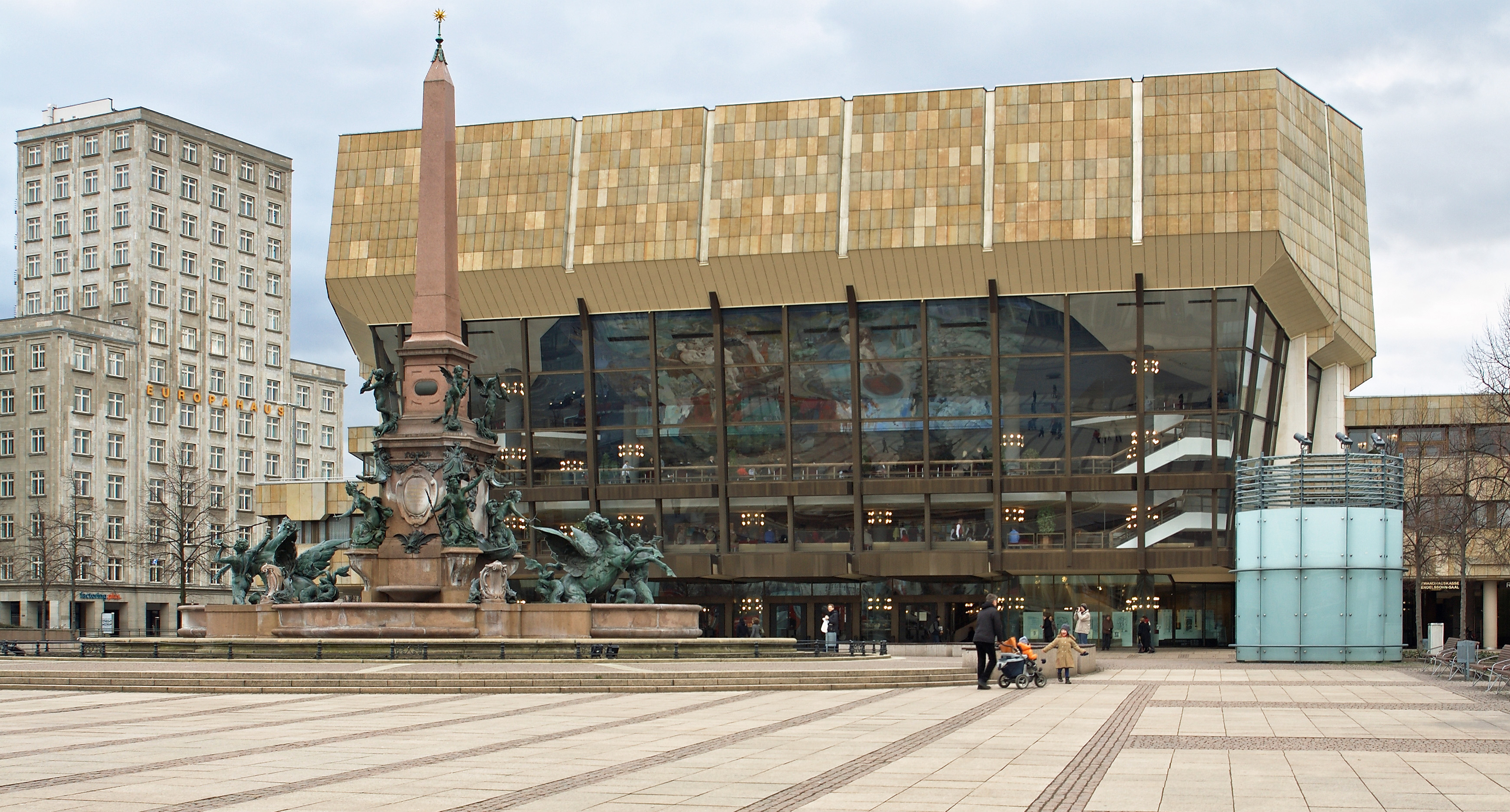
Terceira Gewandhaus (1981).